# Жан-Клод Міньйон
Жан-Клод Міньйон (фр. Jean-Claude Mignon; нар. 2 лютого 1950, Корбей-Ессонн) — французький політик. Член Національних зборів Франції, входить до партії «Союз за народний рух».
23 січня 2012 був обраний президентом Парламентської асамблеї Ради Європи.